# Rainbach im Mühlkreis
Rainbach im Mühlkreis est une commune autrichienne du district de Freistadt en Haute-Autriche.

## Géographie
La dépression de la Feldaist, large de 25 km, dessine à cet endroit du plateau granitique d'Autriche un col naturel entre la vallée du Danube et celle de la Moldava, dans le Mühlviertel.